# Александро-Невский Иерусалимский греческий мужской монастырь (Таганрог)
Александро-Невский Иерусалимский греческий мужской монастырь — мужской монастырь, находившийся в городе Таганрога на пересечении Александровской улицы (ранее Иерусалимской) и Лермонтовского переулка (ранее Иерусалимского, Варвациевского), на Банковской площади.

## История
Основателем монастыря стал бывший греческий пират и меценат Новороссии Иван Андреевич Варваци (Иоаннис Варвакис) (1745—1825). Первоначально в России Варвакис поселился в Астрахани, там он занимался заготовкой и продажей икры. В 1789 году Варваци был принят «в вечное подданство Российской Империи». Свои способности и энергию он отдал коммерческой и благотворительной деятельности, благодаря чему  скоро стал миллионером. В 1809 году он проводил переговоры с городским обществом Таганрога о постройке храма Александра Невского в Греческом иерусалимском монастыре. В 1813 году он переехал жить в Таганрог.
Для сооружения храма в 1809 году Варваци купил участок земли в Таганроге,  где приступил к строительству церкви для греческой диаспоры Таганрога. К тому времени существующий храм святых царей Константина и Елены совсем обветшал. Для проектирования и строительства храма в византийском стиле был приглашён из Афин архитектор-грек.
По окончании строительства Варваци решил основать при храме монастырь. Главный престол построенного храма был посвящён Святой Троице, приделы — во имя благоверного князя Александра Невского и святителя Иоанна Златоуста.
Варваци намеревался добиваться подчинения созданного монастыря Иерусалимскому Патриархату, подобно Московскому Николаевскому монастырю, который находился в подчинении Афонской Иверской обители. Богослужение в монастыре должно было совершаться по-гречески для греков, находящихся в Таганроге.

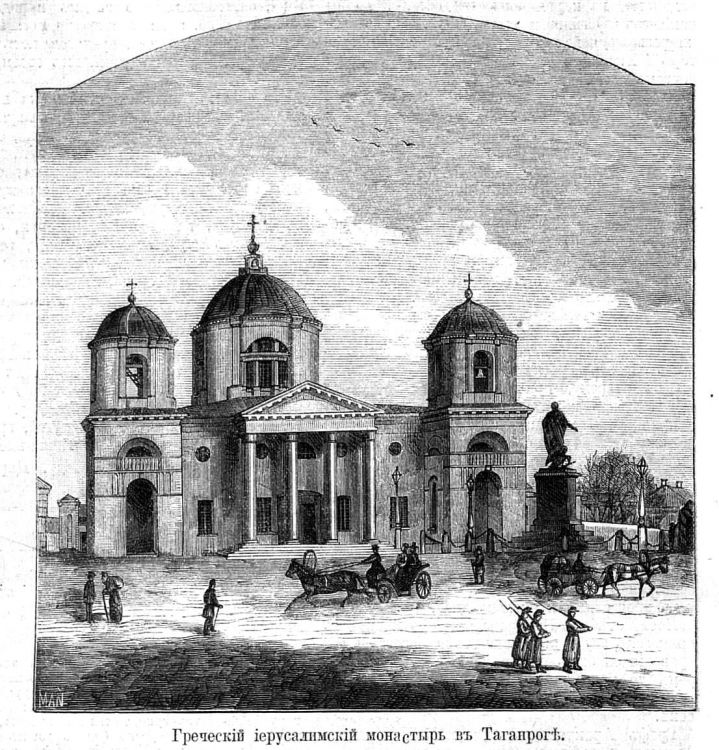
Александро-Невский Иерусалимский греческий мужской монастырь. Рисунок из журнала "Всемирная Иллюстрация" 1 января 1877 года

Здание церкви представляло собой выдающийся памятник зодчества, построенный в строгом Византийском стиле. Позднее со стороны Варвациевского переулка  в монастырском доме была устроена церковь Козьмы и Дамиана.
Варваци подал прошение по обустройству монастыря императору Александру I. После переписки с Русским императором и Иерусалимским патриархом Поликарпом, была издана грамота от 30 августа 1814 года, разрешавшая основать Иерусалимский Александровский монастырь по плану Варваци. Варваци также брал на себя содержание монастыря. Монастыря, подобно Московскому Николаевскому монастырю, подчинялся Афонской Иверской обители.  Иерусалимская Церковь должна была присылать греческих архимандритов для совершения богослужений.

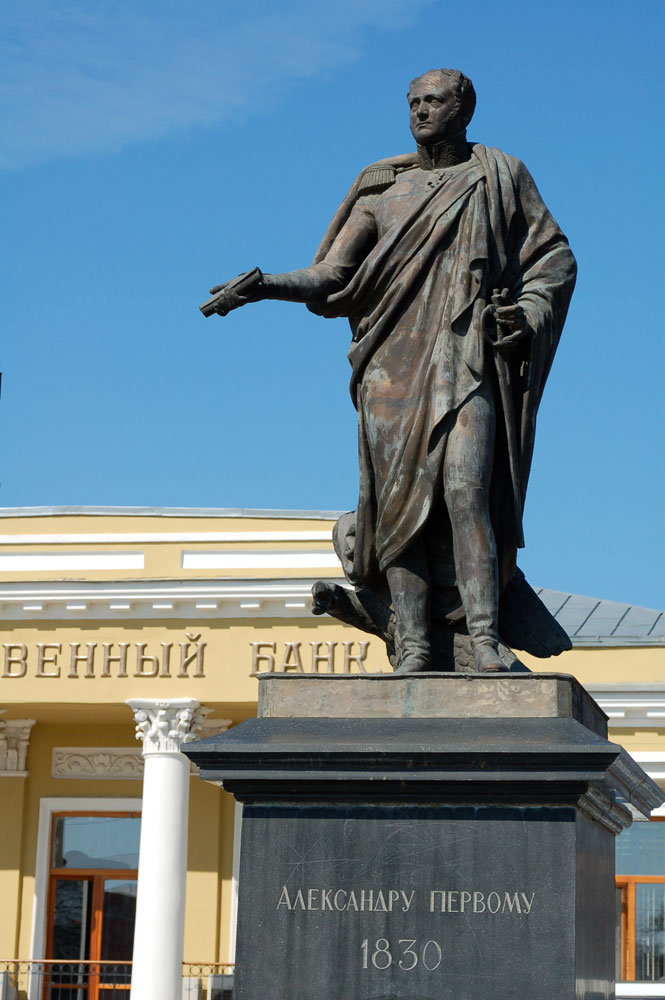
Памятник Александру I (Таганрог)

В 1825 году в монастыре молились император Александр I и императрица Елизавета Алексеевна. Там же со 2 по 29 декабря 1825 года находилось забальзамированное тело усопшего императора Александра I. Позже на этом месте лежала серая мраморная плита с чёрным крестом, и стояла икона святого Александра Невского, которую пожертвовала  монастырю в 1826 году императрица Елизавета Алексеевна. Она же пожаловала монастырю серебряную  утварь. В 1831 году перед монастырём на площади был сооружён памятник императору Александру I. В годы советской власти памятник был снесён, а в 1998 году восстановлен.
Среди попечителей монастыря до 1851 года были Павел Фёдорович Травло, а позже — Козьма Николаевич Варваци.
Указом Святейшего Синода от 12 августа 1848 года разрешалось устроить рядом с монастырём тёплую церковь. Это была церковь во имя святых Космы и Дамиана, находившаяся на втором этаже монастырского дома.
В 1855 году во время Крымской Войны монастырь подвергся обстрелу англо-французским флотом,получив удар пушечным ядром.
В своё время Иерусалимский монастырь был средоточием духовной жизни как греков, так и русских, включая святого Русской Православной церкви Таганрогского блаженного Павла Таганрогского. Блаженный Павел предсказал судьбу будущему епископу Иерусалимской православной церкви, Патриарху Иерусалимскому Дамиану (Касатос).
В 1923 году монастырь был закрыт. В 1926 году в нём хотели создать музей, однако окончательным решением было снести здание и на его месте построить  4-х этажный дом.